# Береке (район Магжана Жумабаева)
Береке (каз. Береке, до 2018 г. — Новый Быт) — село в районе Магжана Жумабаева Северо-Казахстанской области Казахстана. Входит в состав Фурмановского сельского округа. Код КАТО — 593683300.

## География
Расположено около озера Галкинское.

## Население
В 1999 году население села составляло 310 человек (155 мужчин и 155 женщин). По данным переписи 2009 года, в селе проживало 214 человек (105 мужчин и 109 женщин).